# René Angélil
René Angélil (Montreal, 16 de janeiro de 1942 – Las Vegas, 14 de janeiro de 2016) foi um músico e empresário canadense de origem síria. Foi famoso por ser marido da cantora canadense Céline Dion e também o responsável pelo lançamento de sua carreira na década de 1970 em Quebec no Canadá.
Estudou no Collège André-Grasset e Les Clercs de Saint-Viateur em Outremont, Montreal.
Começou sua carreira como um cantor pop na década de 1960 em Montreal. Angélil formou uma banda de pop rock chamada "The Baronets", que era conhecido como "Os Beatles de Quebec". Este grupo teve alguns sucessos na década de 1960 como "C'est Fou", "Mais, C'est tout" e "Hold Me Tight", trazendo para Quebec traduções de sucessos da língua inglesa do Reino Unido ou dos EUA. Após a separação da banda, René começou a trabalhar como empresário de artistas. Cuidou da carreira de dois bem sucedidos artistas René Simard e Ginette Reno.
Logo após ter sido substituído da gerência de Ginette, ouviu a fita demo de Celine Dion em 1981. Logo aí, percebeu o potencial de Celine e, hipotecou logo a sua casa para poder patrocinar o seu primeiro álbum. Em 1987 e 1988, ele ganhou o Prêmio Felix como o empresário do ano.
No dia 17 de Dezembro de 1994, casa-se com Céline Dion, seu terceiro casamento. Os dois têm três filhos, René-Charles Dion Angelil, nascido em 25 de janeiro de 2001, Eddy e Nelson, gêmeos, nascidos a 23 de outubro de 2010. E ainda tem três filhos dos dois primeiros casamentos, Patrick, Jean-Pierre e Anne-Marie.
Sofria de câncer na garganta, mas  recuperou. Era também um sagaz jogador de Pôquer, e se qualificou para o 2005 World Series of Poker Tournament of Champions.
Em 2014 foi diagnosticado novamente com câncer de garganta, o que levou Céline Dion a interromper sua turnê para se dedicar integralmente ao marido.

## Morte
René Angélil morreu em sua casa em Las Vegas, Estados Unidos em 14 de janeiro de 2016 aos 73 anos, ele lutava contra um câncer na garganta desde 1998.